# Franz Riedl von Riedenau
Franz Xaver svobodný pán Riedl von Riedenau (německy Franz Xaver Carl Freiherr Riedl von Riedenau) (18. října 1868 Vídeň – 14. května 1943 Vídeň) byl rakousko-uherský diplomat. Od mládí působil ve službách ministerstva zahraničí a zastával nižší posty v několika evropských zemích, svou kariéru završil v jižní Americe jako vyslanec v Brazílii (1907–1911) a Mexiku (1911–1913).

## Biografie
Pocházel z úřednické rodiny, byl synem dlouholetého sekčního šéfa na ministerstvu zahraničí Franze Xavera Riedla (1839–1918), matka Antonie (1846–1879) byla dcerou politika Antona Hye von Glunek, po matce byl mimo jiné bratrancem polního maršála Hermanna Kövesse. Franz Xaver studoval na Terezianu ve Vídni a absolvoval jednoroční službu v c. k. armádě, později byl poručíkem v záloze u c. k. zeměbrany. Po složení diplomatických zkoušek vstoupil do služeb ministerstva zahraničí a začínal jako atašé ve Stockholmu, později byl vyslaneckým tajemníkem v Římě. Od roku 1904 byl velvyslaneckým radou, respektive legačním radou II. kategorie v Berlíně, s tímto titulem se vrátil v roce 1906 do Říma.
V říjnu 1907 byl jmenován rakousko-uherským vyslancem v Brazílii se sídlem v Rio de Janeiru. Na této pozici setrval tři a půl roku do června 1911 a nakonec byl vyslancem v Mexiku (1911–1913). V říjnu 1913 odešel do výslužby a vrátil se do Vídně, kde žil v soukromí. Pobýval na adrese Schwarzenbergstraße 3.
Zemřel ve Vídni v květnu 1943 ve věku 74 let a byl pohřben na hřbitově ve vídeňské čtvrti Döbling.

## Tituly a ocenění
Od narození užíval šlechtický titul rytíře s predikátem von Riedenau udělený rodině v roce 1854. Spolu s otcem byl v roce 1896 povýšen do stavu svobodných pánů. Během své diplomatické kariéry získal řadu vyznamenání v Rakousku-Uhersku i v zahraničí.

### Rakousko-Uhersko
- Jubilejní pamětní medaile (1898)
- rytířský kříž Leopoldova řádu (1904)

### Zahraničí
- velkokříž Řádu Isabely Katolické (Španělsko)
- velkodůstojník Řádu italské koruny (Itálie)
- Řád pruské koruny II. třídy (Německo)
- Řád červené orlice IV. třídy (Německo)
- Řád lva a slunce IV. třídy (Persie)
- rytíř Řádu Jindřicha Lva (Brunšvicko)

## Rodina
V roce 1906 se v Pittsburghu oženil s Margaret Louise Magee (1883–1917), dcerou amerického právníka Fredericka Magee. Manželství zůstalo bezdětné a Margaret byla po předčasném úmrtí ve Švýcarsku pohřbena po boku svých rodičů v Pittsburghu. Podruhé se oženil v roce 1920 s Annou Julií Auspitzovou von Artenegg (1863–1944), dcerou židovského průmyslníka Carla Auspitze von Artenegg. Jejím prvním manželem byl baron Adolf von Odelga (1851–1915), sekční šéf na ministerstvu zeměbrany. I když byla provdaná za katolíka, po ovdovění byla kvůli svému židovskému původu zařazena do transportu a zahynula v koncentračním táboře Terezín.
Jeho mladší bratr Erich (1871–1952) sloužil v armádě a byl ženatý s Marií Annou Méreyovou, sestrou diplomata Kajetana Méreye.